# Різанина в Самашках
Різанина в Самашках — масове вбивство цивільних чеченців збройними силами Росії 7—8 квітня 1995 року в ході Першої російсько-чеченської війни під час «зачистки» села Самашки Ачхой-Мартанівського району Чеченської республіки.

## Операція
Софрінська бригада МВС РФ, ОМОНу Московської області та Оренбурзький СОБР 7 квітня почали операцію із «зачистки» в районі залізничного вокзалу, а потім, 8 квітня, «зачистці» піддалося все село. За словами генерал-лейтенанта Антонова, заступника командувача силами МВС Чечні, «це була повністю незалежна військова операція військ МВС», проведена силами та засобами 3000 військовослужбовців МВС, у тому числі 350 осіб становив штурмовий загін; артилерія, кілька ракетних установок, танки були розгорнуті біля села Самашки. За повідомленням Інтерфаксу, федеральні сили обстрілювали село установками «Ураган» (БМ-27) і «Град» (БМ-21).
Після ультиматуму, пред'явленого генерал-лейтенантом Антоновим, командувачем угрупованням федеральних військ у Чечні генерал-полковником ВВ МВС Анатолієм Куликовим, а також генерал-лейтенантом Анатолієм Романовим 6 квітня 1995 року з вимогою видати 264 одиниці автоматичної зброї, імовірно, наявної в жителів Самашків (жителі села видали тільки 11 автоматів), понад 200 бійців лишило Самашки під тиском старійшин села, які хотіли, щоб село не було знищене російськими окупантами.
Проте в селі залишилося близько 40 легкоозброєних бійців, місцевих жителів, які й учинили опір. Підбивши один танк і два бронетранспортери (БТР), вони покинули село перед початком зачистки.

## Втрати
Цифри втрат МВС, згідно із заявою російської сторони, дуже різні — від 15 поранених до 16 убитих і 44 поранених. За заявою Станіслава Говорухіна, голови парламентської комісії, близько 350 російських військовослужбовців отримали поранення і 16 людей загинули.
По ряду свідоцтв, у ході операції федеральними військами було вбито понад 100 мирних жителів. Понад 100 загиблих мирних жителів було зазначено в повідомленні Комісії ООН з прав людини (UNCHR) (березень 1996 роки).
За спостереженням Human Rights Watch (HRW), це був найвідоміший випадок вбивства цивільного населення в Першу чеченську війну. Міжнародний комітет Червоного Хреста (ICRC) оголосив про те, що загинуло приблизно 250 цивільних осіб. На думку «Amnesty International» понад 250 осіб, за заявою старійшин села Самашки, жертв нападу понад 300 осіб.

## Громадська думка
Юлія Латиніна в ефірі радіостанції «Ехо Москви» неодноразово озвучувала, що під час операції в селі Самашки МВС РФ закидували гранатами підвали житлових будинків із жінками та дітьми, влаштовували там різанину[джерело?].
Анна Політковська стверджувала, що «в першу війну Самашки увійшли в історію як сучасні Лідіце. Село стало місцем масових вбивств цивільного населення». На думку Сергія Пархоменка, операція в чеченському селі Самашки здійснювалася каральними контингентами.
«Новая газета» опублікувала низку статей, у яких, за спогадами жителів Самашок, п'яні солдати федеральних військ спалювали дітей і дорослих.